# Hòa Bình 1
Hòa Bình 1 là một xã cũ thuộc huyện Tây Hòa, tỉnh Phú Yên, Việt Nam.

## Địa lý
Xã Hòa Bình 1 có diện tích 12,61 km², dân số năm 1999 là 11.667 người, mật độ dân số đạt 925 người/km².

## Hành chính
Xã Hoà Bình 1 được chia thành 5 thôn: Phú Nông, Phước Nông, Nông Nghiệp, Lạc Nghiệp, Phước Mỹ.

## Lịch sử
Địa bàn thị trấn Phú Thứ trước đây là một phần xã Hòa Bình thuộc huyện Tuy Hòa cũ.
Ngày 30 tháng 9 năm 1981, Hội đồng Bộ trưởng ban hành Quyết định 100-HĐBT. Theo đó, chia xã Hòa Bình thành hai xã Hòa Bình 1 và Hòa Bình 2.
Ngày 16 tháng 5 năm 2005, huyện Tuy Hòa chia tách thành hai huyện Đông Hòa và Tây Hòa. Xã Hòa Bình 1 thuộc huyện Tây Hòa.